# Pascal Jolyot
Pascal Jolyot (ur. 26 lipca 1958 w Fontainebleau) – francuski szermierz, florecista, trzykrotny medalista igrzysk olimpijskich i mistrzostw świata.
Na igrzyskach olimpijskich w Moskwie w 1980 roku reprezentacja Francji w składzie: Frédéric Pietruszka, Didier Flament, Pascal Jolyot, Philippe Bonnin i Bruno Boscherie zdobyła drużynowo złoty medal. W zawodach indywidualnych zdobył srebrny medal, lepszy był tylko Władimir Smirnow z ZSRR. Na rozgrywanych cztery lata później igrzyskach olimpijskich w Los Angeles wspólnie z Frédérikiem Pietruszką, Patrickiem Grocem, Philippe’em Omnèsem i Markiem Cerbonim zdobył drużynowo brązowy medal. W zawodach indywidualnych zajął tym razem 33. miejsce.
Podczas mistrzostw świata w Hamburgu w 1978 roku razem z Didierem Flamentem, Frédérikiem Pietruszką, Bruno Boscherie i Philippe’em Bonninem zdobył srebrny medal w zawodach drużynowych. W tej samej konkurencji Francuzi z Jolyotem w składzie zdobyli kolejny srebrny medal na mistrzostwach świata w Rzymie cztery lata później. Ponadto zdobył srebrny medal indywidualnie na mistrzostwach świata w Melbourne w 1979 roku, gdzie wyprzedził go tylko Aleksandr Romankow z ZSRR.